# Chewing-gum et Cornemuse
Pour plus de détails, voir Fiche technique et Distribution.
Chewing-gum et Cornemuse (Life Without Dick) est un film américain réalisé par Bix Skahill, sorti en 2002.

## Synopsis
Colleen Gibson découvre, par l'entremise d'une fausse voyante, Madame Hugonaut, que son petit ami, Dick Rasmusson, un détective privé de troisième ordre, l'a trompée. Elle le confronte avec une arme qu'elle pense vide mais le tue par accident.

## Fiche technique
- Titre : Chewing-gum et Cornemuse
- Titre original : Life Without Dick
- Réalisation : Bix Skahill
- Scénario : Bix Skahill
- Musique : David Lawrence
- Photographie : James Glennon
- Montage : Peter Fandetti
- Production : Emily Stevens, Happy Walters et Matt Weaver
- Société de production : Happy Dagger Pictures et Immortal Films
- Pays :  États-Unis
- Genre : Comédie romantique et comédie noire
- Durée : 97 minutes
- Dates de sortie : 
  -  États-Unis : 5 février 2002 (vidéo)

## Distribution
- Sarah Jessica Parker (VF : Martine Irzenski) : Colleen Gibson
- Harry Connick Jr. (VF : Jean-Pierre Michael) : Daniel Gallagher
- Johnny Knoxville (VF : Daniel Lafourcade) : Dick Rasmusson
- Craig Ferguson (VF : Philippe Catoire) : Jared O'Reilly
- Teri Garr (VF : Jocelyne Darche) : Madame Hugonaut
- Geoffrey Blake (VF : Alain Flick) : le détective Murphy
- John Eddins (VF : Frantz Confiac) : le détective O'Halloran
- Brigid Brannagh (VF : Nathalie Bienaimé) : Ivy Gallagher O'Reilly
- David Cross (VF : Thierry Wermuth) : Rex
- Jon Sklaroff : Colin
- Brad Grunberg : Pee Wee
- David Koechner (VF : Pascal Casanova) : oncle Hurley
- Claudia Schiffer : Mary
- Erik Palladino : Tony the Tuner Moretti
- Ever Carradine : Tina
- Lee Garlington : la mère de Colleen
- Holmes Osborne : le père de Colleen
- John Henson : Dash Davis, le MC

- Version Française
  - Studio de doublage : Dubbing Brothers
  - Direction Artistique : Patrick Floersheim
  - Adaptation : Felicie Seurin
  - Enregistrement : Benoit Joly
  - Mixage : Laurent Dattas

## Accueil
Le film a reçu la note de 1,5/5 sur AllMovie.